# Kodi
Kodi (antes conocido como XBMC o Xbox Media Center) es un centro multimedia de entretenimiento pensado para su visionado en pantallas de tipo televisor (por el tamaño), multiplataforma, distribuido bajo la licencia GNU/GPL.
Inicialmente fue creado para la primera generación de la videoconsola Xbox. Sin embargo, el equipo de desarrollo de Kodi portó desde el principio el software para que pueda ejecutarse de manera nativa en Linux, macOS, los sistemas operativos de Microsoft Windows, y más tarde Android, iOS, tvOS (Apple TV), Raspberry Pi y en la consola Ouya. También está disponible un Live CD autoarrancable, llamado XBMC Live, con un sistema operativo embebido basado en Linux, que además es instalable de forma completa en una unidad flash USB o en un disco duro.
Kodi soporta una amplia gama de formatos multimedia, e incluye características tales como listas de reproducción, visualizaciones de audio, presentación de diapositivas, información meteorológica y ampliación de funciones mediante plug-ins. Como Media Center, Kodi puede reproducir la mayoría de los formatos de audio y vídeo (además de ver subtítulos y resincronizar estos y el audio en caso de desajuste), así como mostrar imágenes prácticamente de cualquier fuente, incluidos CD, DVD, dispositivos de almacenamiento masivo, Internet y redes locales.
A través de su sistema de complementos basado en Python, Kodi es expandible gracias a accesorios que incluyen características como guías de programas de televisión, YouTube, soporte a adelantos en línea de películas, o SHOUTcast/Podcast. Kodi también funciona como una plataforma de juegos al disponer de minijuegos basados en Python sobre cualquier sistema operativo. Además, la versión Xbox de XBMC tiene la posibilidad de lanzar juegos de la propia consola y aplicaciones caseras como emuladores.
Kodi en su conjunto se distribuye bajo la licencia GNU General Public License (con algunas librerías utilizadas por Kodi bajo la licencia LGPL). Kodi es un proyecto amateur desarrollado por voluntarios en su tiempo libre. No es producido, aprobado ni respaldado por ninguna empresa fabricante de hardware.

## Historia
En el año 2002 se lanzó la primera versión beta del código fuente. Como resultado de la unión de dos plataformas distintas. Es así que el fundador de YAMP se unió al equipo de Xbox Media Player y así ambos proyectos se unieron para lo que luego evolucionaría a XBMC. En el año 2004 se realizó el primer release estable de esta nueva unión, el cual fue llamado Xbox Media Center versión 1.0. Pero en el año 2006 se lanzó el siguiente release estable versión 2.0.0 la cual cambió su nombre a XBMC. Desde el año 2014 hasta la actualidad se denomina Kodi.

## Descripción

### Requerimiento de hardware
Kodi posee mayores requerimientos básicos de hardware que las aplicaciones tradicionales: necesita un controlador de hardware de gráficos con capacidad 3D para renderizar su interfaz. Chips GPU 3D con poder suficiente son comunes hoy en día en la mayoría de las plataformas informáticas actuales, incluyendo muchos descodificadores. XBMC, ahora Kodi, fue desde el principio diseñado para ser muy eficiente en cuanto a los recursos a ser utilizados. Funciona bien en los Intel Atom, que poseen compatibilidad relativamente pobre al soportar OpenGL 1.3 (con soporte GLSL). Sistemas soportados son compatibles con OpenGL ES 2.0 o Direct3D (DirectX) 9.0, sistemas IA-32/x86, x86-64, ARM (AArch32 y AArch64 ), o PowerPC G4 o posterior.
Cuando la decodificación de un video Full HD en 1080p es realizada por software por la CPU y alta calidad, se requiere una CPU de doble núcleo a 2 GHz o más, para permitir una reproducción perfectamente fluida sin descartar fotogramas. Sin embargo, Kodi puede transferir la mayor parte del proceso de decodificación del video al controlador de hardware gráfico o circuitos de procesamiento de video incorporados que admitan uno de los siguientes tipos de aceleración de decodificación de video por hardware: API MediaCodec de Google para Android, VAAPI de Intel, API VDPAU de Nvidia, API XvBA de AMD. La API DXVA de Microsoft, las API VDADecoder / VideoToolBox de Apple, y la API OpenMAX del Grupo Khronos, la VPU AMLogic, la VPU de la serie i.MX6x de Freescale y la GPU MMAL de Raspberry Pi. Aprovechando la descodificación de video acelerada por hardware, Kodi puede reproducir la mayoría de los videos en muchos sistemas baratos y de bajo rendimiento, siempre que contengan una VPU o GPU compatible.

#### El Tiempo
La función El Tiempo brinda previsiones meteorológicas durante varios días. La función no está habilitada de manera predeterminada. Varias fuentes de información están disponibles. Las fuentes dan pronósticos para todas las regiones del mundo como Yahoo! Weather.

#### Imágenes
La función Imágenes muestra las imágenes. Las imágenes (fotos, etc.) están en una o más carpetas en la computadora. El usuario agrega una fuente de imágenes para nuevas imágenes. Las extensiones (complementos) muestran las imágenes en Internet (OneDrive, Flickr, Google Imágenes, etc.).

#### Radio
La función Radio transmite canales de radio en vivo. Los canales de radio pasan por TNT, ADSL, cable o Internet. La fuente depende de la extensión (complemento) elegida.
La funcionalidad de radio no está habilitada por defecto. Está habilitado con extensiones de TV como PVR Demo Client.

#### TV
La función TV transmite canales de televisión en vivo. Los canales de TV pasan por TNT, ADSL, cable o Internet. La fuente depende de la extensión (complemento) elegida.
La función TV no está habilitada de manera predeterminada.
Las extensiones de TV disponibles son:
- PVR Demo Client (fuente: transmisión en Internet)
- PVR HDHomeRun Client (fuente: antena TNT o cable)
- PVR IPTV Simple Client (fuente: transmisión por Internet)

Particularidades de ciertas extensiones:
- PVR Demo Client: extensión para la demostración de la funcionalidad TV. La emisión de video es la misma en cada canal de TV (la fuente proviene de la misma página web)
- PVR HDHomeRun Client: extensión para HDHomeRun Connect y HDHomeRun Expand. HDHomeRun Connect transmite una señal de antena DTT a través de una red Ethernet doméstica y HDHomeRun Expand transmite la señal desde un cable coaxial a través de una red doméstica. PVR HDHomeRun Client Extension muestra HDHomeRun Connect y HDHomeRun Expand en Kodi
- PVR IPTV Simple Client: extensión para reproducir canales de TV en Internet. La extensión lee las URL de los canales de TV almacenados en un archivo M3U. El archivo M3U es un archivo de texto con el nombre y el enlace URL de los canales de TV. El archivo de texto se guarda en formato M3U. En el archivo M3U, la URL del canal de TV es una extensión .m3u8.

#### Vídeo
La función Videos reproduce videos como películas, caricaturas, documentales, videos caseros y más. Kodi reproduce los videos de varias maneras:
- Videos almacenados en una o más carpetas por la opción Archivos: el usuario agrega una fuente de videos, es decir, la carpeta con los videos. Luego, el usuario accede a los videos en la carpeta. El usuario agrega todas las fuentes deseadas
- Listas de reproducción, grupos de videos, por la opción Listas de reproducción: el usuario crea listas de reproducción de videos ya agregados con la opción Archivos. Inicialmente, el usuario crea una lista de videos por tipo o palabras clave (palabras clave en el título o resumen). El usuario crea todas las listas de reproducción deseadas
- Con métodos específicos a través de la opción Add-ons de video: las extensiones son aplicaciones desarrolladas por terceros. Las aplicaciones leen videos de una manera específica: videos en Internet incluso en transmisión, videos por TNT, etc.

#### Música
La función Música reproduce archivos de audio: pistas de música ... Kodi reproduce archivos de audio de varias maneras:
- Archivos de audio almacenados en una o más carpetas mediante la opción Archivos: el usuario agrega una fuente de música, es decir, la carpeta con los archivos de audio. Luego, el usuario accede a los archivos de audio en la carpeta. El usuario agrega todas las fuentes deseadas
- Listas de reproducción, grupos de archivos de audio, mediante la opción Listas de reproducción: el usuario crea listas de reproducción de archivos de audio que ya se agregaron con la opción Archivos. Inicialmente, el usuario crea una lista de archivos de audio por tipo o palabras clave (palabras clave en el título o resumen). El usuario crea todas las listas de reproducción deseadas
- Con métodos específicos que usan la opción Add-ons de música: las extensiones son aplicaciones desarrolladas por terceros. Las aplicaciones leen archivos de audio de una manera específica: podcasts de Internet incluso en streaming, radio por Internet, etc.

#### Programas
La característica Programas ofrece una variedad de opciones. Estas opciones son:
- Descarga de obras de arte y fan arts relacionadas con series de televisión, películas, etc.
- Guías de programas de TV
- Gestión de respaldo de configuraciones personalizadas de Kodi
- Ver fotos y videos disponibles en Facebook, Dropbox, etc.
- Acceso a un buzón de correo electrónico como Gmail, Yahoo, AOL, iCloud y otros
- La configuración de los controles remotos que se utilizarán con Kodi
- etc.

Ningún programa adicional está instalado por defecto. El usuario los instala él mismo.

#### Sistema
La función del sistema proporciona configuraciones y ajustes generales de Kodi para las diversas funciones de Kodi. Algunos parámetros solo son accesibles para ciertos niveles de parámetros. Estos niveles son Básico, Estándar, Avanzado y Experto. El nivel de configuración se cambia en la parte inferior izquierda de cada una de las ventanas de configuración general. Los parámetros ocultos aparecen cuando los niveles cambian.

### Formatos compatibles
Kodi se basa en FFmpeg para soporte de códec.
Medios físicos: CD, DVD, Video CD (incluyendo DVD-Video, VCD / SVCD y Audio-CD / CDDA)
- Formatos de extensiones: AVI, MPEG, WMV, ASF, FLV, MKV, MOV, MP4, M4A, AAC, NUT, Ogg, OGM, RealMedia RAM / RM / RV / RA / RMVB, 3gp, VIVO, PVA, NUV , NSV, NSA, FLI, FLC y DVR-MS (soporte beta)
- Formato de lista de reproducción: M3U
- Formato de video: MPEG-1, MPEG-2, H.263, MPEG-4 SP y ASP, MPEG-4 AVC (H.264), HuffYUV, Indeo, MJPEG, RealVideo, QuickTime, Sorenson, WMV, Cinepak
- Formatos de audio: AIFF, WAV / WAVE, MP2, MP3, AAC, AACplus, AC3, DTS, ALAC, AMR, FLAC, Monkey's Audio (APE), RealAudio, SHN, WavPack, MPC / Musepack / Mpeg +, Speex, Vorbis y WMA.
- Formatos de foto / imagen: BMP, JPEG, GIF, PNG, TIFF, MNG, ICO, PCX y Targa / TGA
- Formatos de subtítulos: AQTitle, ASS / SSA, CC, JACOsub, MicroDVD, MPsub, OGM, PJS, RT, SMI, SRT, SUB, VOBsub, VPlayer.

### Idiomas disponibles
Kodi incluye soporte completo de internacionalización y localización con traducciones completas en 12 idiomas; hay proyectos para traducir en un total de 75 en curso a partir de 2017.
Está disponible en los siguientes idiomas con traducción total o parcial:
| - Africaans - Albanés - Amárico - Arábica - Armenio - Azerbaiyano - Vasco - Bielorruso - Bosnio | - Búlgaro - Birmano - Catalán - Chino (simple) - Chino tradicional)† - Croata - Checo† - Danés - Holandés† | - Inglés† - Inglés (Australia) - Inglés (Nueva Zelanda) - Inglés Estados Unidos) - Esperanto - Estonio - Feroés - Finlandés - Francés† - Francés (Canadá) | - Gallego - Alemán - Griego - Hebreo† - Hindi - Húngaro - Islandés - Indonesio - Italiano | - Japonés - Coreano - Letón - Lituano† - Macedónio - Malayo† - Malayalam - Maltés - Maorí | - Mongol - Noruego† - Osetico - Persa (Afganistán) - Persa (Irán) - Polaco - Portugués - Portugués (Brasil) † - Rumano | - Ruso - Serbio (latín) - Serbio (cirílico) - Silesia - Sinhala - Eslovaco† - Esloveno - Español† - Español (Argentina) - Español (México) | - Sueco† - Tayiko - Tamil (India) - Telugu - Tailandés - Turco - Ucranio - Uzbekistán - Vietnamita - Galés |

†Traducción completa. Otros idiomas aun poseen entre 10 a 4,847 oraciones a ser traducidas.

## Patentes
Para los códecs de vídeo y audio más populares, Kodi incluye soporte nativo a través de la biblioteca libavcodec del proyecto FFmpeg. Puesto que este es de código abierto y licencia libre, es legalmente redistribuible. Sin embargo, algunos de estos métodos de compresión, en particular el popular formato MP3, estuvieron cubiertos por patentes en muchos países hasta 2016. Sin estas licencias, sería ilegal redistribuir versiones de Kodi incluyendo el soporte para estos formatos patentados. Esto pudo ser un problema común a muchos proyectos y/o aplicaciones multimedia de código abierto en el pasado.

## Limitaciones de Kodi
Limitaciones de software
- Kodi no reproduce ningún archivo de audio/vídeo cifrado con DRM, como música adquirida en iTunes Store, MSN Music o audible.com.

- El lector de clases de UDF y el estándar ISO 9660 en Kodi no lee CD/DVD multisesión. Kodi solo lee la primera sesión de un CD/DVD grabado en varias sesiones.

Limitaciones para Xbox
Estas son las limitaciones específicas para xbox (por su sistema operativo y hardware) que no afectan a Kodi en ninguna otra plataforma como Windows, Linux, o Mac OS X.
| Limitación                                                            | Descripción | Alternativa |
| Limitación del sistema de archivos UDF                                | Kodi solo soporta UDF versión 1.02 con un tamaño máximo de archivo de 1 GB. Kodi no puede leer un DVD grabado en una versión más reciente de UDF y con un tamaño mayor a 1 GB . | Grabar los CD/DVD en formato ISO 9660 que es el estándar común para grabación de CD/DVD con una limitación de 2 GB de tamaño de fichero. |
| Limitación de la clase de lectura/escritura de dispositivos flash USB | Kodi se limita a unidades Flash USB y discos duros compatibles con USB mass storage device class, con el estándar USB 1.1 en un tamaño máximo de 4 GB. Puede leer/escribir unidades flash en formato FATX , pero solo puede leer FAT16 y FAT32. No ofrece soporte para unidades con formato NTFS. | |

## Controversias

### Uso para streaming ilegal
Los complementos de terceros permiten a los usuarios transmitir contenidos protegidos por derechos de autor sin el permiso de su titular. Algunas distribuciones de Kodi y dispositivos de hardware, a menudo comercializados como "totalmente cargados", están precargados con el software y tales complementos. Como resultado, algunos usuarios han asociado incorrectamente estos productos y complementos como afiliados al proyecto Kodi.  En junio de 2015, Amazon Appstore retiró Kodi, ya que puede ser "utilizado para facilitar la piratería o la descarga ilegal de contenido", a pesar de que el software no está incluido con dicho contenido. El presidente de la Fundación XBMC, Nathan Betzen, se mostró en desacuerdo con la suposición, afirmando que "siempre decimos que no nos importa lo que nuestros usuarios hagan con el software, y mantenemos esa posición. Pero sí que odiamos que las empresas destruyan el nombre de nuestro software para obtener beneficios." También consideró irónico que Amazon prohibiera la aplicación, dado que, en su opinión, contribuyó a reforzar la popularidad de los productos Amazon Fire TV. También se señaló que Amazon seguía distribuyendo distribuciones de Kodi con complementos infractores a través del mismo escaparate A partir de febrero de 2019 la prohibición parece seguir vigente, En diciembre de 2015, el Amazon Fire TV Stick experimentó una escasez de existencias en el Reino Unido que se especuló que estaba asociada a su uso con Kodi. A partir de febrero de 2019, la prohibición parece seguir en vigor, En diciembre de 2015, el Amazon Fire TV Stick experimentó una escasez de existencias en el Reino Unido que se especuló que estaba asociada a su uso con Kodi.
En febrero de 2016, la Fundación XBMC reiteró su postura sobre los productos Kodi de terceros destinados a la transmisión de contenidos sin licencia; Betzen explicó que la reputación del proyecto Kodi se había visto perjudicada por su asociación con productos de terceros cuyos vendedores "ganan dinero rápido modificando Kodi, instalando complementos rotos de piratería, anunciando que Kodi permite ver películas y televisión gratis, y luego desapareciendo cuando el usuario compra la caja y descubre que el complemento que le vendieron era un desastre que se rompe constantemente." Betzen advirtió que, aunque se trata de un software de código abierto, el nombre "Kodi" y sus logotipos son marcas registradas de la Fundación XBMC, y que la fundación tenía la intención de hacer valer estrictamente sus derechos de marca para impedir su uso no autorizado, especialmente en asociación con información y dispositivos destinados a permitir el acceso a contenidos sin licencia.
En abril de 2017, tras un truco del Día de las bromas de abril en el que el sitio web de Kodi fue retirado y sustituido por un aviso de incautación de dominio falso, los desarrolladores de Kodi declararon que estaban estudiando la posibilidad de trabajar con proveedores de contenidos legales de terceros para apoyar oficialmente sus servicios dentro de Kodi, para contrarrestar la percepción de que el software se utiliza principalmente para la piratería.
En marzo de 2018, Google eliminó "Kodi" de su consulta de búsqueda autocompletada, citando que el término estaba asociado con la infracción de derechos de autor, pero no eliminó los términos de autocompletado para las versiones modificadas y centradas en la piratería de Kodi (que a diferencia de Kodi son ilegales). Por lo tanto, es probable que las búsquedas con la palabra clave "Kodi" hoy en día no muestren enlaces a los sitios oficiales de Kodi, que no contienen plugins centrados en la piratería, sino que sólo muestren enlaces a versiones modificadas de Kodi que están precargadas con plugins centrados en la piratería.

## Tipos de dispositivos
- Android TV
- Amazon Fire TV
- CuBox
- Nexus Player
- NVIDIA SHIELD TV
- Raspberry Pi
- X86 hardware
- WeTek Play
- Chromebox
- CompuLab Utilite
- Intel NUC
- Odroid
- Razor_Forge_TV